# Czystebłota
Czystebłota (do końca roku 2010: Czyste Błota) – wieś w Polsce położona w województwie kujawsko-pomorskim, w powiecie brodnickim, w gminie Zbiczno.

## Podział administracyjny
W latach 1975–1998 miejscowość administracyjnie należała do województwa toruńskiego.

## Demografia
Według Narodowego Spisu Powszechnego (III 2011 r.) liczyły 71 mieszkańców. Są czternastą co do wielkości miejscowością gminy Zbiczno.